# Lycochoriolaus mimulus
Lycochoriolaus mimulus là một loài bọ cánh cứng trong họ Cerambycidae.